# Níger en los Juegos Olímpicos de Pekín 2008
Níger estuvo representado en los Juegos Olímpicos de Pekín 2008 por cuatro deportistas, dos hombres y dos mujeres, que compitieron en dos deportes.
El portador de la bandera en la ceremonia de apertura fue el nadador Mohamed Alhousseini. El equipo olímpico nigerino no obtuvo ninguna medalla en estos Juegos.